# Chiclana de la Frontera
Chiclana de la Frontera là một đô thị trong tỉnh Cádiz, Tây Ban Nha.

## Dân số
| 1999   | 2000   | 2001   | 2002   | 2003   | 2004   | 2005   |
| ------ | ------ | ------ | ------ | ------ | ------ | ------ |
| 57.585 | 59.857 | 61.815 | 63.719 | 65.694 | 68.156 | 70.338 |

Nguồn: INE (Tây Ban Nha)